# Bostowska Wola
Bostowska Wola – w roku 1470-80 Wolya Bostowska dziś nie istnieje, leżała między Łomnem i Bostowem.
W wieku XV wieś w  powiecie sandomierskim ,1470-80 parafia Nowa Słupia (Długosz L.B. t.III s.240).

## Granice
Według opisu Długosza 1470-80 wieś graniczy z Łomnem, Grabkowem, Bostowem, Sosnówką (L.B. t.III s.240)
W roku 1686 opisana została stara, opustoszała wieś (bez nazwy) położona wśród zarośli na granicy roli Swarowiec należącej do folwarku Stara Słupia, która obecnie wchodzi w skład wsi Pokrzywianka, między → Grzegorzewicami a Chełmem

## Własność
Wieś stanowiła własność klasztoru świętokrzyskiego
- 1470-80 należy do klasztoru świętokrzyskiego, istnieją wówczas 4 role kmiece.

Kmiecie płacą: z pierwszej roli po 10 gr, z drugiej i trzeciej po 1 fertonie, z czwartej po 6 gr czynszu, pracują po 1 dniu tygodniowo własnym wozem lub pługiem, odrabiają obie powaby (wiosenną i zimową), wysiewając 1 własny korzec żyta i 2 korce owsa, a następnie je kosząc, zbierając i zwożąc do stodoły klasztoru (Długosz L.B. III 240).

## Powinności dziesięcinne
- 1470-80 dziesięcinę snopową i konopną z całej wsi o wartości do 1 grzywny zwożą do klasztoru świętokrzyskiego (Długosz L.B. III 240, 243).

## Literatura
- Marek Derwich: Benedyktyński klasztor św. Krzyża na Łysej Górze w średniowieczu. Warszawa: Wydawnictwo Naukowe PWN, 1992. ISBN 83-01-10300-0.Sprawdź autora:1. Brak numerów stron w książce
- Marek Derwich: Materiały do słownika historyczno-geograficznego dóbr i dochodów dziesięcinnych benedyktyńskiego opactwa św. Krzyża na Łysej Górze do 1819 r.. Wrocław 2000: Pracownia Badań nad Dziejami Zakonów i Kongregacji Kościelnych (LARHCOR) w Instytucie Historycznym Uniwersytetu Wrocławskiego. ISBN 83-904219-4-1.